# Iuliana Popa
Iuliana Popa (Comănești, 5 de julho de 1996) é uma remadora romena, medalhista olímpica.

## Carreira
Popa competiu nos Jogos Olímpicos de 2016, no Rio de Janeiro, onde conquistou a medalha de bronze com a equipe da Romênia no oito com.